# Europapa
Europapa è un singolo del cantante olandese Joost Klein, pubblicato il 28 febbraio 2024 come primo estratto dal nono album in studio Unity.

## Storia e promozione

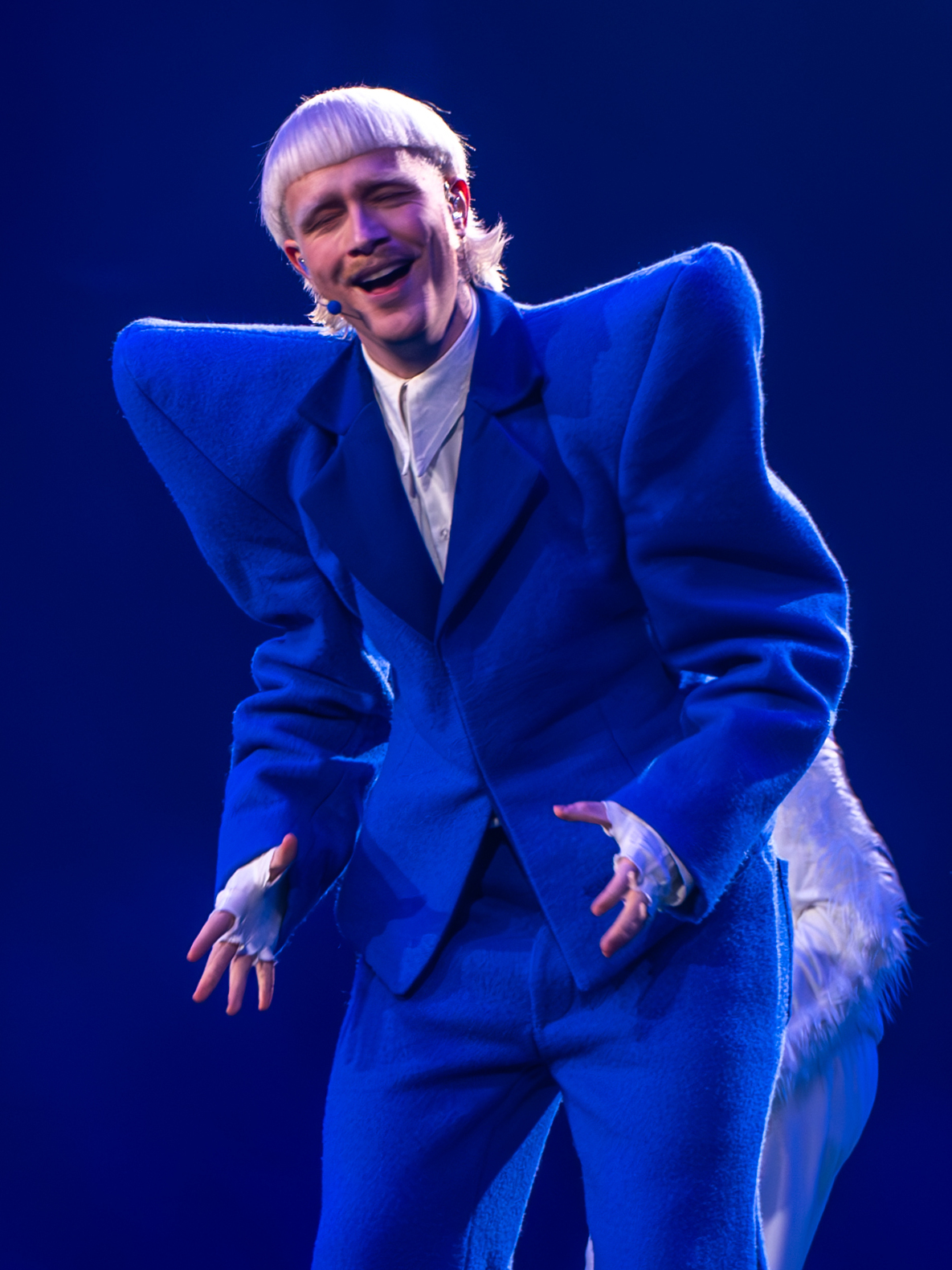
Joost Klein mentre si esibisce sulle note di Europapa alle semifinali dell'Eurovision Song Contest, 8 maggio 2024

L'11 dicembre 2023 l'emittente radiotelevisiva olandese AVROTROS ha confermato di avere selezionato Joost Klein come rappresentante nazionale per l'Eurovision Song Contest 2024 a Malmö. Europapa è stato annunciato come suo brano eurovisivo il 20 febbraio 2024, ed è stato pubblicato il successivo 28 febbraio come singolo all'interno dell'EP Europapa: Greatest Hits.
La canzone è un'ode all'Europa di Klein basato su una poesia che scrisse a suo padre, deceduto nel 2009, quest'ultimo gli aveva infatti raccontato di come il mondo non avesse in realtà confini.
Nel maggio successivo, Joost Klein ha conquistato l'accesso alla finale confermando i favori del pronostici; tuttavia, dopo che non gli è stato permesso di prendere parte alle successive prove generali fino a nuovo ordine, l'11 maggio 2024 l'UER ha squalificato l'artista dalla competizione per comportamento non appropriato nei confronti di una dipendente facente parte del team di produzione del concorso.
Poco prima dell'anniversario della pubblicazione della canzone è stata inserita nell'album di Joost Klein Unity come una bonus track.

## Video musicale
Il video musicale, diretto da Véras Fawaz, è stato reso disponibile in contemporanea con l'uscita del brano. Contiene cameo di vari collaboratori e amici di Joost.

## Tracce
Testi e musiche di Joost Klein, Donny Ellerström, Dylan van Dael, Paul Elstak, Teun de Kruif, Thijmen Melissant e Tim Haars.
1. Europapa – 2:40
2. Europapa (Outro) – 1:07

## Classifiche

### Classifiche settimanali
| Classifica (2024) | Posizione massima |
| ----------------- | ----------------- |
| Austria           | 5                 |
| Belgio (Fiandre)  | 1                 |
| Belgio (Vallonia) | 31                |
| Croazia           | 3                 |
| Danimarca         | 36                |
| Finlandia         | 2                 |
| Germania          | 13                |
| Grecia            | 6                 |
| Irlanda           | 22                |
| Israele           | 69                |
| Lettonia          | 1                 |
| Lituania          | 1                 |
| Lussemburgo       | 7                 |
| Norvegia          | 17                |
| Paesi Bassi       | 1                 |
| Polonia           | 14                |
| Regno Unito       | 37                |
| Repubblica Ceca   | 33                |
| Slovacchia        | 43                |
| Spagna            | 60                |
| Svezia            | 4                 |
| Svizzera          | 12                |

### Classifiche di fine anno
| Classifica (2024) | Posizione |
| ----------------- | --------- |
| Belgio (Fiandre)  | 5         |
| Paesi Bassi       | 1         |